# Mark Fradkin
Mark Grigorjewicz Fradkin (ros. Марк Григо́рьевич Фра́дкин; ur. 4 maja 1914, zm.  4 kwietnia 1990) – radziecki kompozytor muzyki filmowej. 
Spoczywa pochowany na Cmentarzu Nowodziewiczym w Moskwie.

## Wybrana muzyka filmowa
- 1971: Minuta milczenia
- 1972: Młodzi zakochani
- 1980: Dwadzieścia lat później